# Camellia luteoflora
Camellia luteoflora är en tvåhjärtbladig växtart som beskrevs av Y.K. Li, Ho Tseng Chang och F.A. Zeng. Camellia luteoflora ingår i släktet Camellia och familjen Theaceae. Inga underarter finns listade i Catalogue of Life.